# Kalkalpen Nemzeti Park
A Kalkalpen Nemzeti Park Felső-Ausztria déli részén található, a stájer határ mellett, területéhez a Sengsengebirge (alpesi élőhelyek) és a Reichraminger Hintergebirge (Ausztria legnagyobb összefüggő erdőterülete és a Keleti-Alpok leghosszabb patakrendszere) tartozik. Az IUCN besorolása szerint a II. kategóriába tartozik.
Alapítás dátuma: 1997. július 21.

Területe: 20 825 ha (az alapításkor 16 509 ha)
A nemzeti park területén 30 erdőtársulás található és 800 forrás fakad. A hegységekben a dolomit mellett a mészkő dominál, számos karsztjelenség is megfigyelhető. Sok ritka növény- és állatfaj él a park területén: 80 fészkelő madárfaj és 1600 pillangófaj, a 30 emlősfaj közül meg kell említeni a hiúzt és a barna medvét. Az 1000 növényfaj között találhatunk virágos növényeket, mohákat és páfrányokat. Kiemelt fajok:
- havasi hízóka (Pinguicula alpina),
- vadászfű (Callianthemum anemonoides).